# 竹駒站
竹駒車站（日语：／ Takekoma eki */?），位於日本岩手縣陸前高田市竹駒町字十日市場，為東日本旅客鐵道（JR東日本）大船渡線BRT的車站，昔日為大船渡線的鐵路車站。
39°2′1.08″N 141°36′34.86″E / 39.0336333°N 141.6096833°E

## 車站構造
在鐵路車站時代，為側式月台1面1線的地面車站。設有候車室。氣仙沼站管理的無人站。
2011年3月11日東日本大地震，路線與站房被地震引發的海嘯沖毀，改建為BRT後於2013年3月2日起恢復交通。

## 歷史
- 1933年12月15日：設站[1]。
- 1987年4月1日：日本國鐵分割民營化後成為JR東日本的車站。
- 2011年3月11日：被東北地方太平洋近海地震所引發的海嘯沖毀[2]。
- 2013年3月2日：變為BRT車站，不再以鐵路行走。
- 2020年4月1日：國土交通省核准大船渡線BRT區間的鐵路事業廢止申請，本站的鐵路車站在法律上正式廢止，而純為BRT巴士站[3][4]

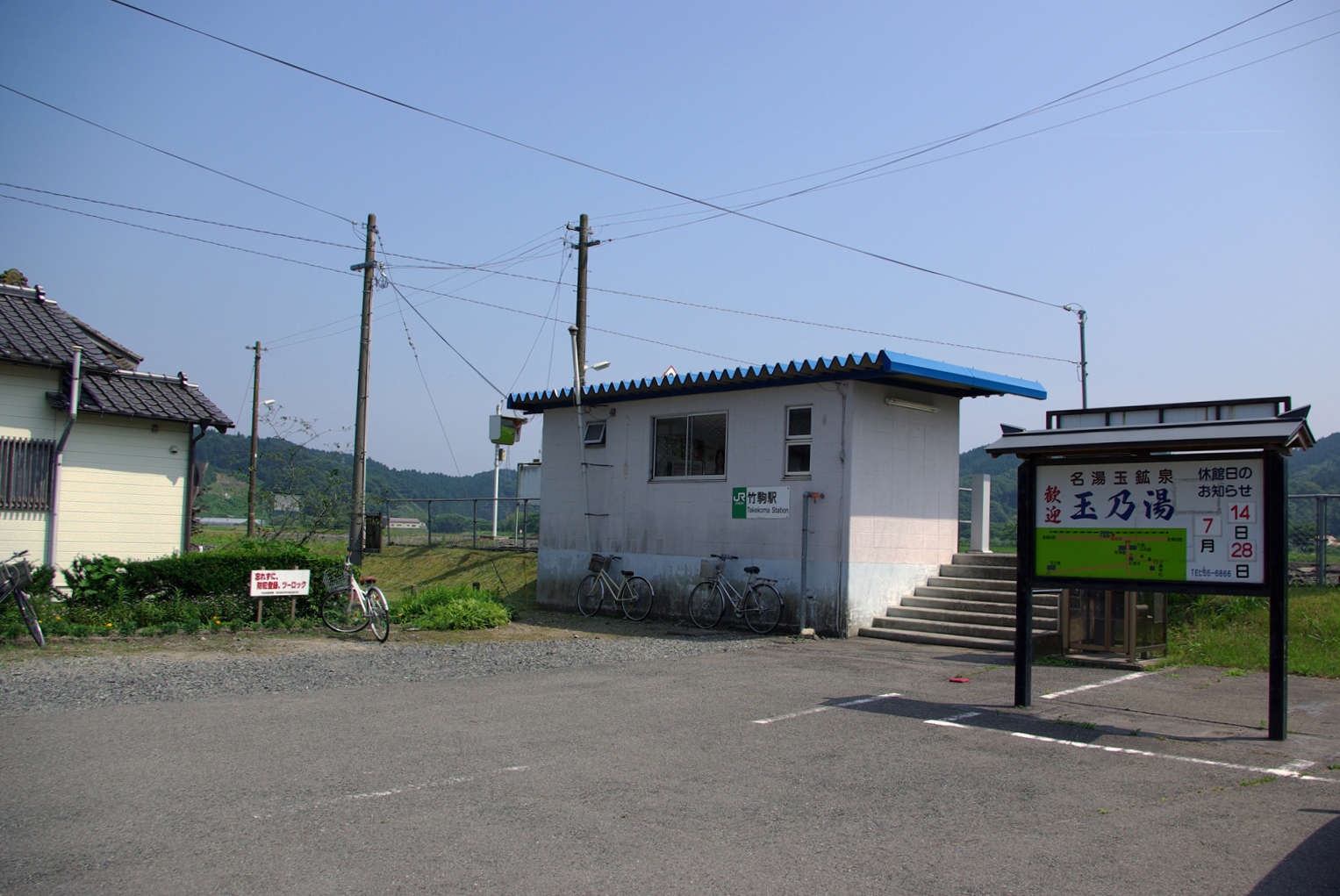
2009年的候車室
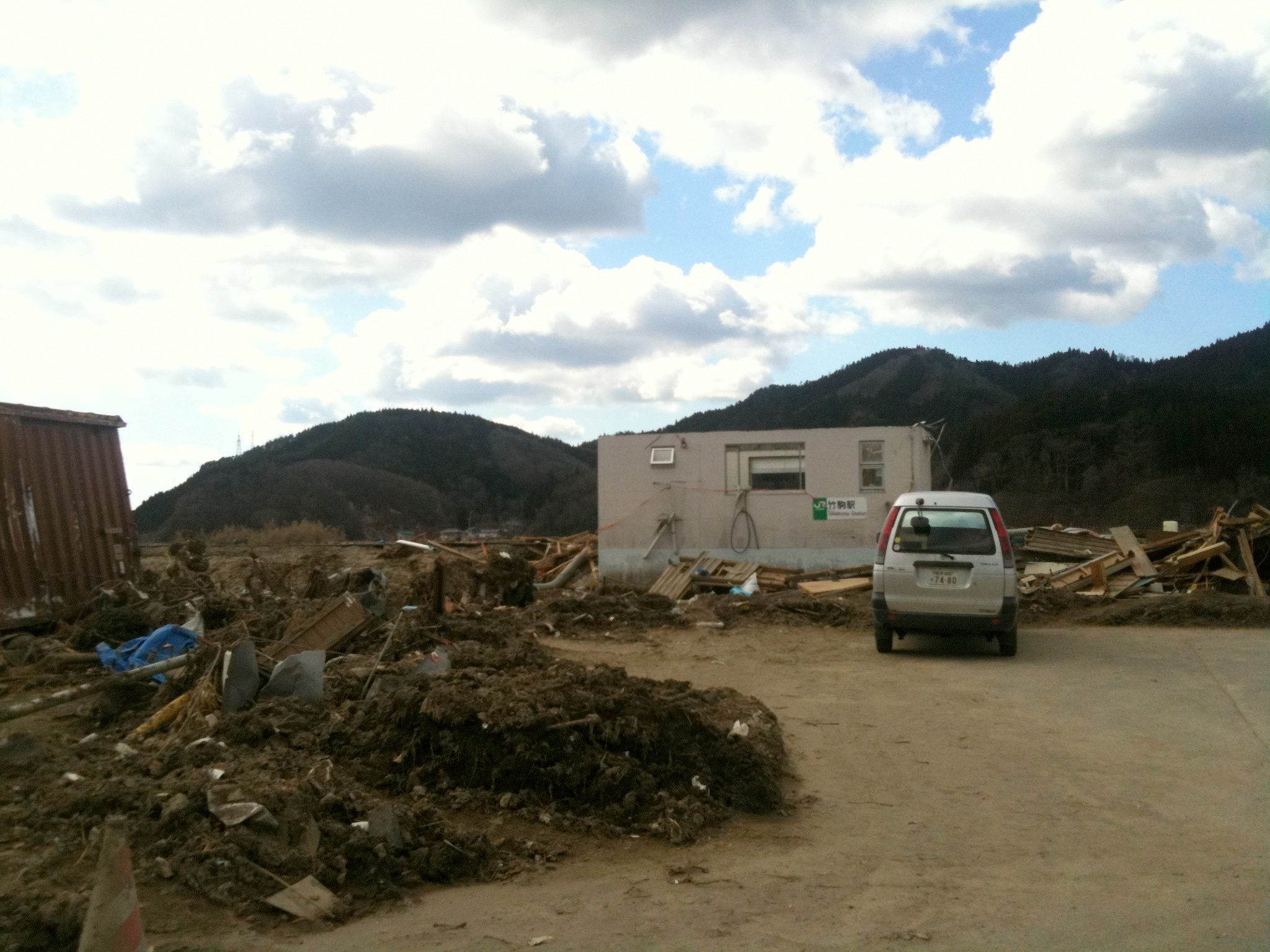
震災後的候車室

## 車站週邊
- 國道340號
- 國道343號
- 竹駒郵局

## 相鄰車站
東日本旅客鐵道
■大船渡線
陸前矢作－竹駒－栃澤公園
※BRT全數在陸前矢作到發，氣仙沼方向需於陸前高田轉乘。

## 腳注
1. ↑  日本《官報》第2083號「鐵道省告示第569號」，1933年12月9日：第226頁。
2. ↑  . 產業經濟新聞社. 2011年4月1日  [2011年4月7日]. （原始内容存档于2011年4月13日）.
3. ↑   (PDF) (新闻稿). 東日本旅客鉄道. 2020-01-31  [2020-02-06]. （原始内容 (PDF)存档于2020-02-04） （日语）.
4. ↑   (PDF) (新闻稿). 国土交通省東北運輸局. 2020-01-29  [2020-02-06]. （原始内容 (PDF)存档于2020-01-30） （日语）.

## 外部連結
- （日語）竹駒車站 (JR東日本) （页面存档备份，存于）